# Oldtidsgrave i Døllefjelde Sogn
Højst bemærkelsesværdigt findes ingen oldtidsgrave bevaret i Døllefjelde Sogn. Der er heller ingen efterretninger om forsvundne grave på nær 2, som først for ganske få år siden er fundet i forbindelse med nedgavningen af et elkabel. Det må betyde, at der enten aldrig har været ret mange grave i dette område, eller at eksisterende grave er blevet fjernet så tidligt, at der ikke mere findes erindring eller indberetninger om dem. Ordet Døllefjelde betyder noget i retning af ”lavtliggende uopdyrket område”, og måske boede der i stenalderen boede kun ganske få mennesker her. I 2 skove lige nord for Døllefjelde, Fjelde Skov og Rykkerup Skov, er der til gengæld mange oldtidsgrave bevaret til i dag, og nabosognet Musse har givet navn til Musse Herred, og må derfor have haft en stor betydning i det mindste da herredet opstod. 
Det kulturhistoriske Centralregister har kun 3 poster omhandlende Døllefjelde Sogn.
- Det kulturhistoriske Centralregister om Døllefjelde Sogn Arkiveret 17. januar 2005 hos  Wayback Machine

## Døllefjelde Sogn
Spor efter en dysse – SB1

Over et område har man i 1940 og 2001 fundet rester, der tydes som stammende fra en dysse. I samme område er der små spor efter en boplads. I 1940 købte LFS et jernaldergravfund fremkommet på C.Svendsens mark i Døllefjelde. Fundet bestod af en træspand med bronzebeslag, to lerkar og en massiv bronzefingerring. Dertil fragmenter af et kranie samt nogle tænder. Gravfundet skal placeres i sen yngre romertid. Jernaldergraven er anlagt på stedet for den formodede langdysse. (LFS=Lolland-Falsters Stiftsmuseum)
- Se beskrivelse og kort (Webside ikke længere tilgængelig)

Spor efter en dysse – SB3

Lige nord for SB1 fandt man i forbindelse med en kabelnedlæggelse i 2001 spor, der blev tolket som rester af bl.a. en stendysse.
- Se beskrivelse og kort (Webside ikke længere tilgængelig)